# Száger György
Száger György (1941. január 16. – 1999. március 14.) labdarúgó, kapus, edző. Édesapja Száger Mihály a Ferencváros utánpótlásedzője volt.

## Pályafutása
1959 és 1963 között volt a Ferencváros játékosa, ahol egy bajnoki címet szerzett a csapattal. A Fradiban 14 mérkőzésen szerepelt (5 bajnoki, 9 nemzetközi). 1964-ben a Ganz-MÁVAG-hoz igazolt. 1968-tól a BEAC játékosa volt.

## Edzőként
Az 1970-es években a Vasas utánpótlás- és kapusedzője volt. 1981-és 1983 között Egyiptomban, 1983-tól 1984-ig az Egyesült Arab Emírségekben trénerkedett. Ezt követően rövid ideig Magyarországon tevékenykedett. 1985 nyarától 1986 decemberéig a török Zonguldakspor trénere volt. 1987-1988-ban a DVTK-nál dolgozott. 1988-ban a magyar olimpiai válogatott edzője lett. Ezt követően Malajziában és a közel-keleten dolgozott.
Az 1973-tól az MLSZ edzőbizottságának titkára lett. 1979 júliusától az edzőbizottság elnökhelyettese volt.

## Sikerei, díjai
- Magyar bajnokság
  - bajnok: 1962–63
- Vásárvárosok kupája (VVK)
  - elődöntős: 1962–63